# Лері Ґоґоладзе
Лері Ґоґоладзе (1 квітня 1938) — грузинський ватерполіст.
Срібний призер Олімпійських Ігор 1960 року.
Срібний призер Чемпіонату Європи з водних видів спорту 1962 року.